# Siskiyou-Fichte
Die Siskiyou-Fichte, auch Mähnenfichte (Picea breweriana), ist eine Art aus der Familie der Kieferngewächse (Pinaceae). Sie ist in den nordwestlichen USA gelegenen Siskiyou Mountains heimisch.

## Beschreibung

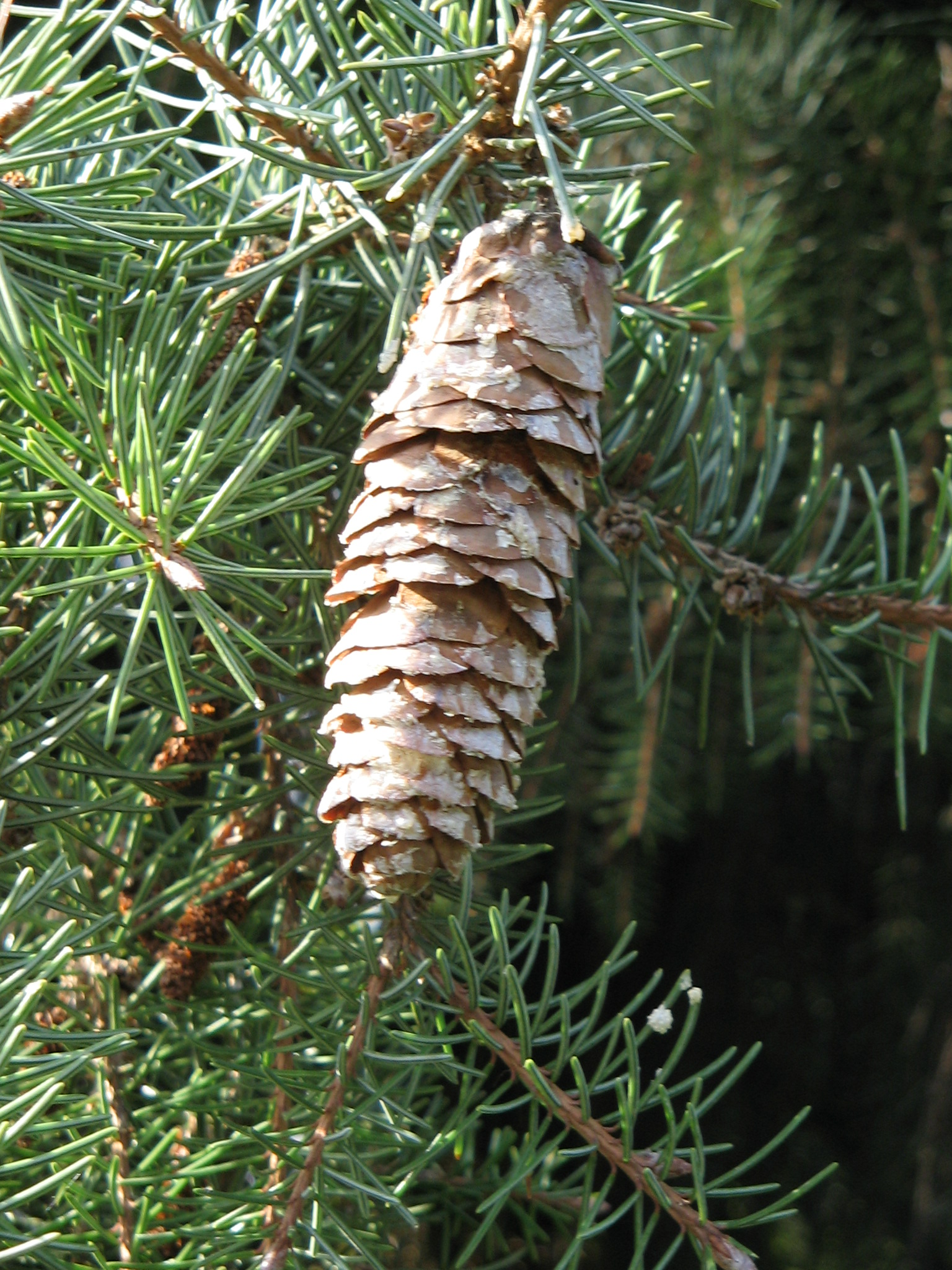
Zweig mit reifem Zapfen

Die Siskiyou-Fichte wächst als immergrüner Baum, der Wuchshöhen von bis zu 40 Metern und Brusthöhendurchmesser von bis zu 1,5 Metern erreichen kann. Die konische Krone wird von hängenden Ästen mit länglichen, ebenfalls hängenden, dünnen Zweigen gebildet. Junge Bäume haben bis zu einem Alter von 10 bis 20 Jahren keine hängenden Zweige. Die Stammborke ist grau bis braun. Die graubraune Rinde der Zweige ist fein behaart.
Die graubraunen Knospen werden 5 bis 7 Millimeter groß und haben eine abgerundete Spitze. Die 1,5 bis 3 Zentimeter langen, steifen Nadeln haben eine stumpfe Spitze. Ihr Querschnitt ist abgeflacht oder breit-dreieckig, wobei die Unterseite abgerundet oder leicht kantig geformt ist. Auf der dunkelgrünen Nadeloberseite befinden sich keine Stomatabänder. Auf der blaugrünen Unterseite befinden sich mehrere, gut erkennbare und durch kleine Furchen voneinander getrennte Stomatabänder. Die Nadeln stehen radial angeordnet an den hängenden Zweigen.
Die Siskiyou-Fichte ist einhäusig (monözisch). Die dunkel purpurnen männlichen Blütenzapfen werden 1,9 bis 3,2 Zentimeter lang und rund 1,3 Zentimeter dick. Die Bestäubung findet im Frühsommer statt. Die hängenden Zapfen sind bei einer Länge von 6,5 bis 15 Zentimetern zylindrisch geformt. Sie sind anfangs dunkel rot-violett und verfärben sich zur Reife im September bis Oktober hin rot- bis dunkelbraun. Die fächerförmig angeordneten Zapfenschuppen werden 1,5 bis 2 Zentimeter lang und ebenso breit. Ihre Ränder sind ganz oder etwas unregelmäßig gezackt. Die Samen werden direkt nach der Reifung aus den Zapfen entlassen.
Die Chromosomenzahl beträgt 2n = 24.

## Verbreitung und Standort

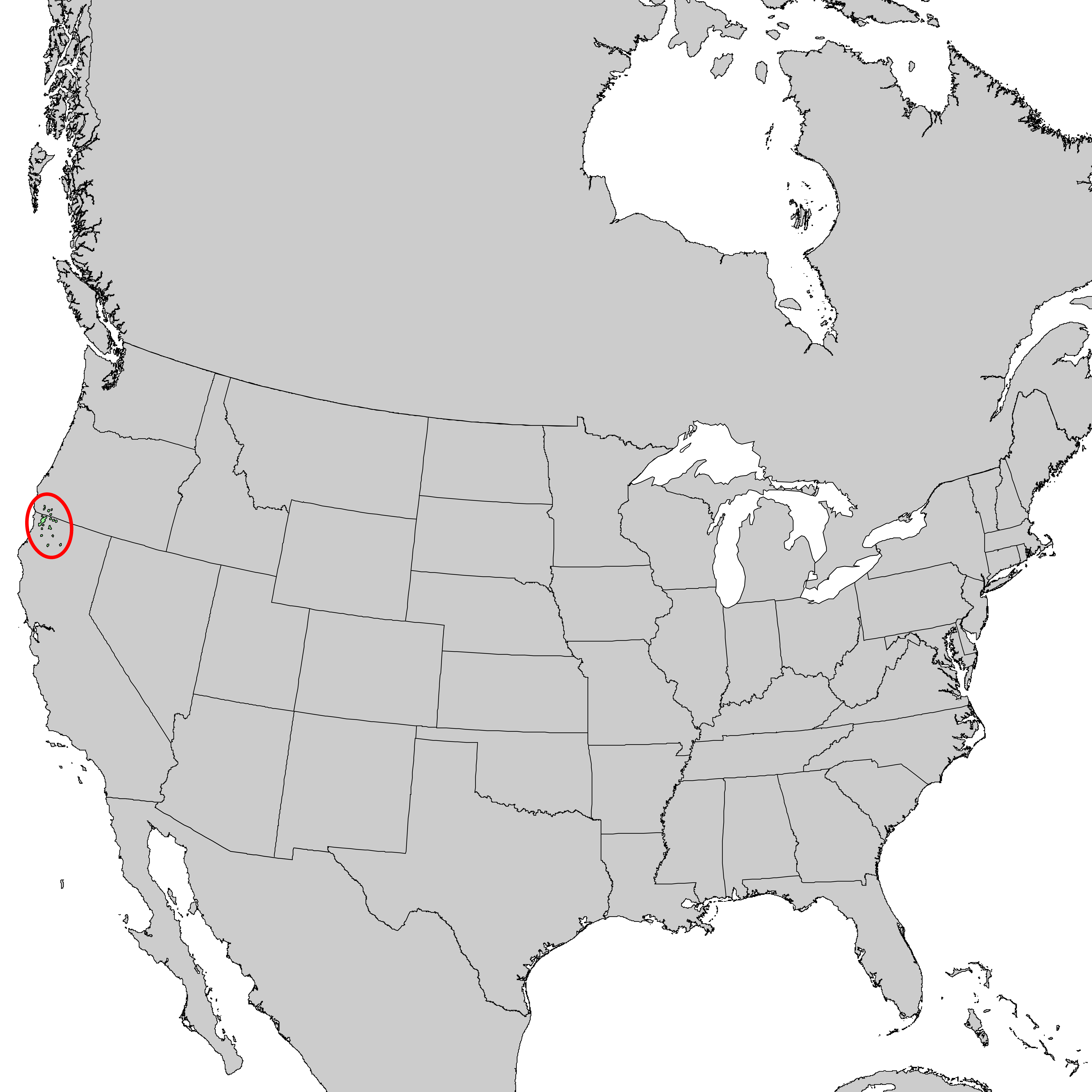
Karte des Verbreitungsgebietes

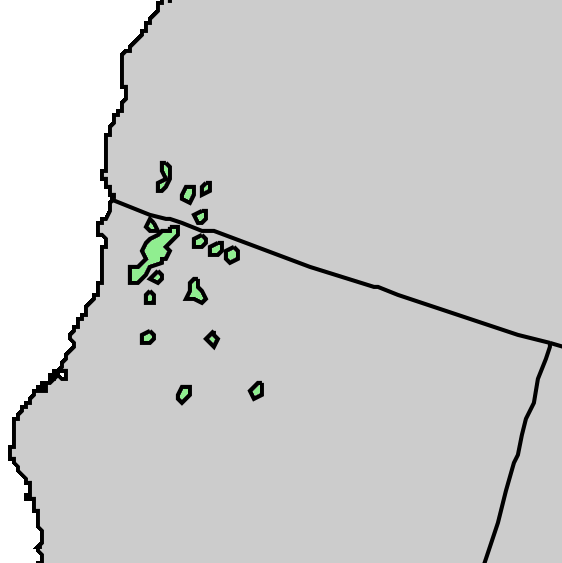

Das natürliche, zerklüftete Verbreitungsgebiet der Siskiyou-Fichte liegt in den nordwestlichen USA. Es liegt zwischen 22 und 145 Kilometer von der Küste entfernt und umfasst die im nordwestlichen Kalifornien und südwestlichen Oregon gelegenen Siskiyou Mountains. Die nördliche Verbreitungsgrenze befindet sich am Iron Mountain. Während des Miozäns und des Pliozäns war die Art auch in Idaho, Nevada, dem zentralen Oregon sowie dem zentralen Kalifornien heimisch.
Die Siskiyou-Fichte ist eine Baumart des maritimen, vom Pazifik beeinflussten Klimas und gedeiht in Höhenlagen von 530 bis 2300 Metern. Die jährlichen Niederschlagsmengen betragen im westlichen Teil des Verbreitungsgebietes mehr als 2800 mm und im östlichen Teil weniger als 1000 mm, von denen der Großteil im Herbst und Winter als Schnee oder Regen fällt. Die Art wächst auf Serpentinböden aber auch auf felsigen oder mageren Böden wie Entisolen, welche sich auf ultramafischem Gestein gebildet haben. Man findet die Art vor allem auf Bergrücken und Tälern der subalpinen und alpinen Höhenlagen, wo sie hauptsächlich in Wäldern wächst.
Die Art bildet mit 15 verschiedenen Koniferenarten Mischbestände, wobei vor allem die Pracht-Tanne (Abies magnifica) und die Douglasie (Pseudotsuga menziesii) besonders häufig anzutreffen sind. Da einige der vergesellschafteten Baumarten größer und älter werden als die Siskiyou-Fichte, wächst diese häufig unterhalb der Kronenschicht. In Mischbeständen, welche von der Kolorado-Tanne (Abies concolor), der Pracht-Tanne sowie der Berg-Hemlocktanne (Tsuga mertensiana) dominiert werden, stellt die Siskiyou-Fichte gelegentlich die Klimaxbaumart dar. Die Keimlinge der Art wachsen im Unterholz häufig zusammen mit Arctostaphylos patula, mit Quercus sadleriana sowie mit Quercus vaccinifolia. Es treten auch Reinbestände auf, welche jedoch meist klein bleiben. Aufgrund ihrer Anfälligkeit gegenüber Waldbränden findet man sie auch häufig als Einzelbaum an felsigen, eher mageren Standorten.

## Nutzung
Wegen ihrer auffallend langen, hängenden Zweige ist die Siskiyou-Fichte als Zierbaum gut geeignet und wird vor allem in Großbritannien sehr geschätzt. Aufgrund des langsamen Wachstums, der Schwierigkeit diese Art in Kultur zu züchten und der geringen Toleranz gegenüber klimatischen Veränderungen eignen sich nur wenige Standorte für einen erfolgreichen Anbau. Das Holz wird kaum genutzt.

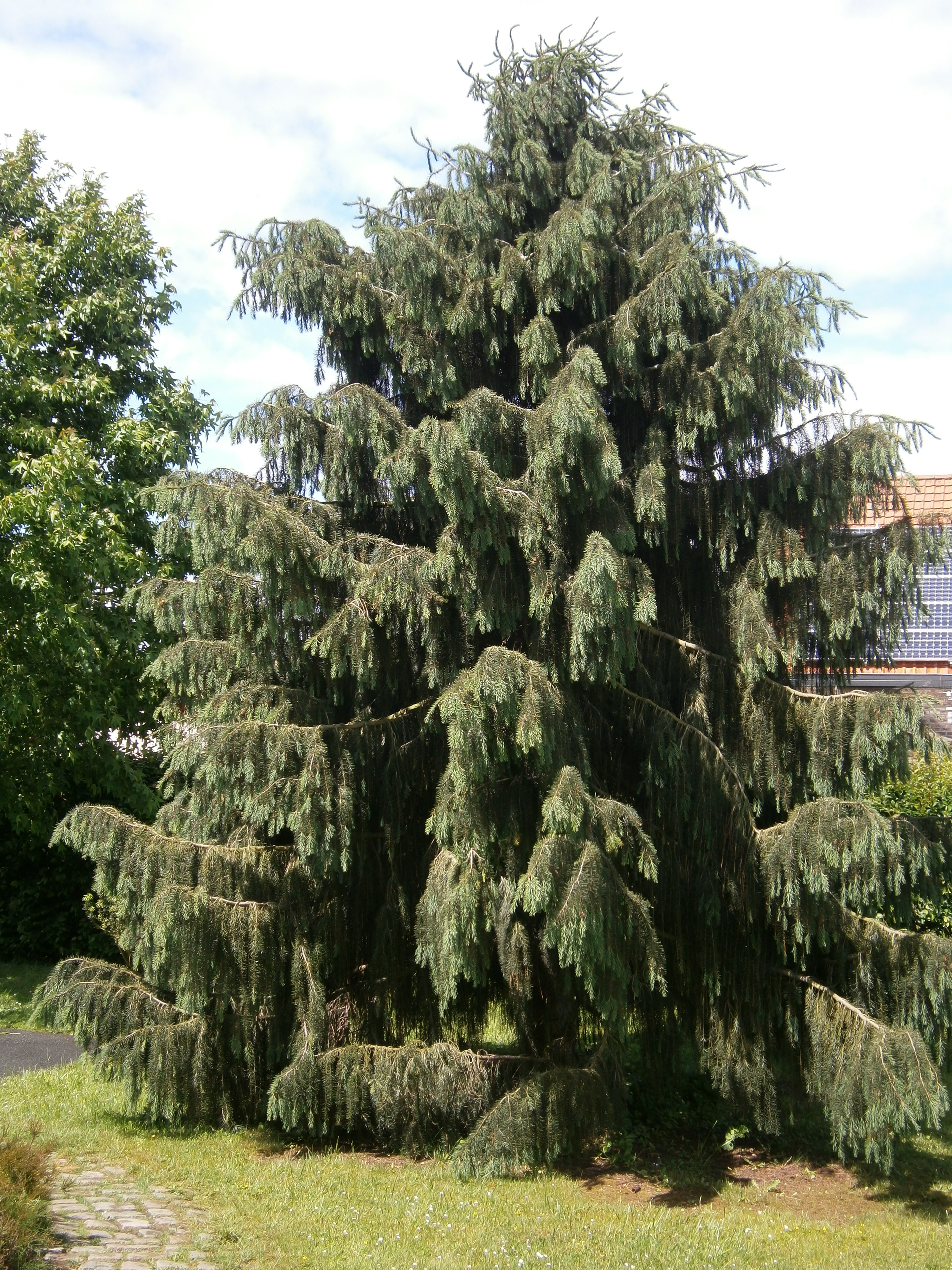
Picea breweriana in einem Garten in Belgien
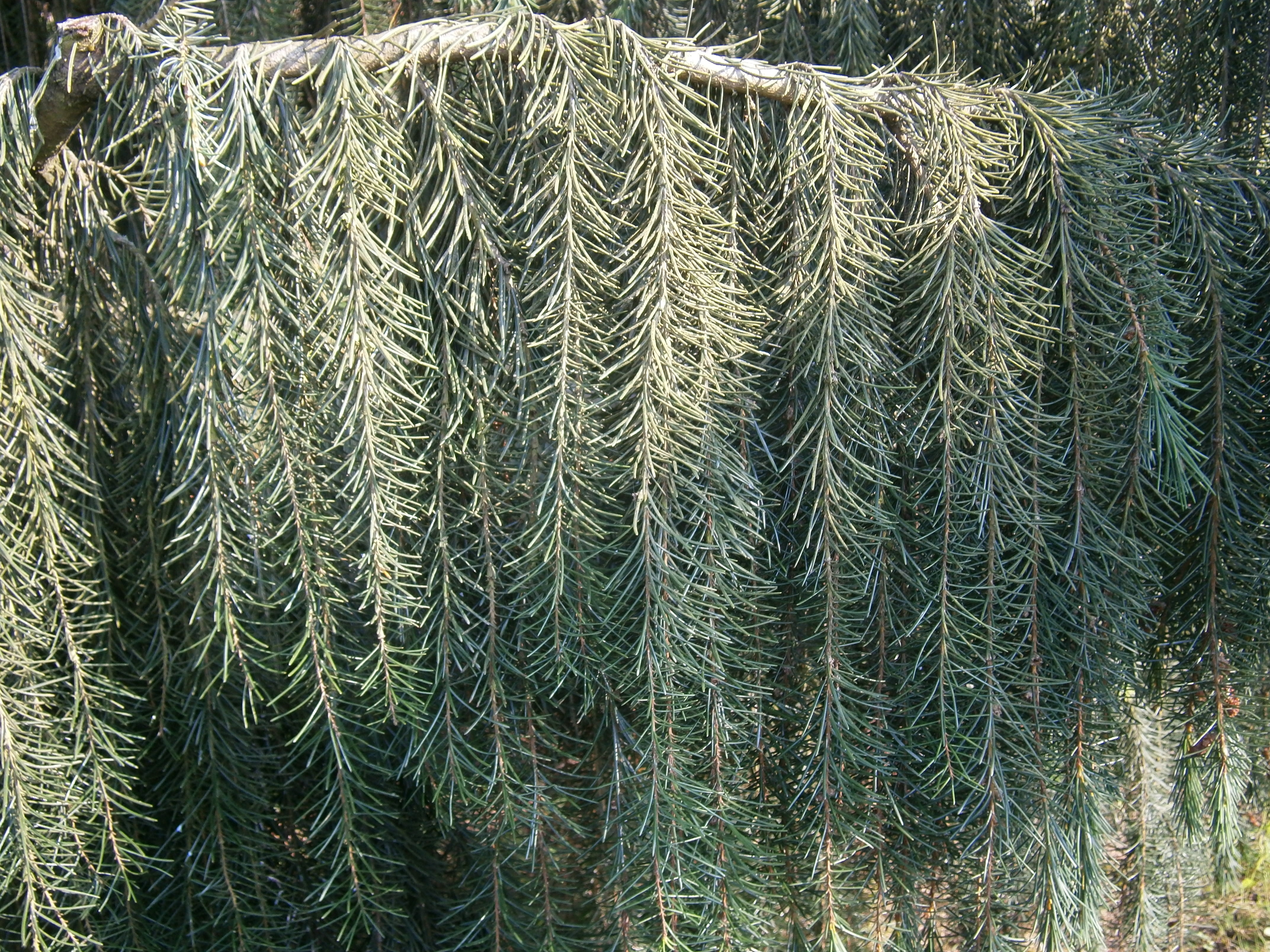
Ast mit hängenden, dünnen Zweigen
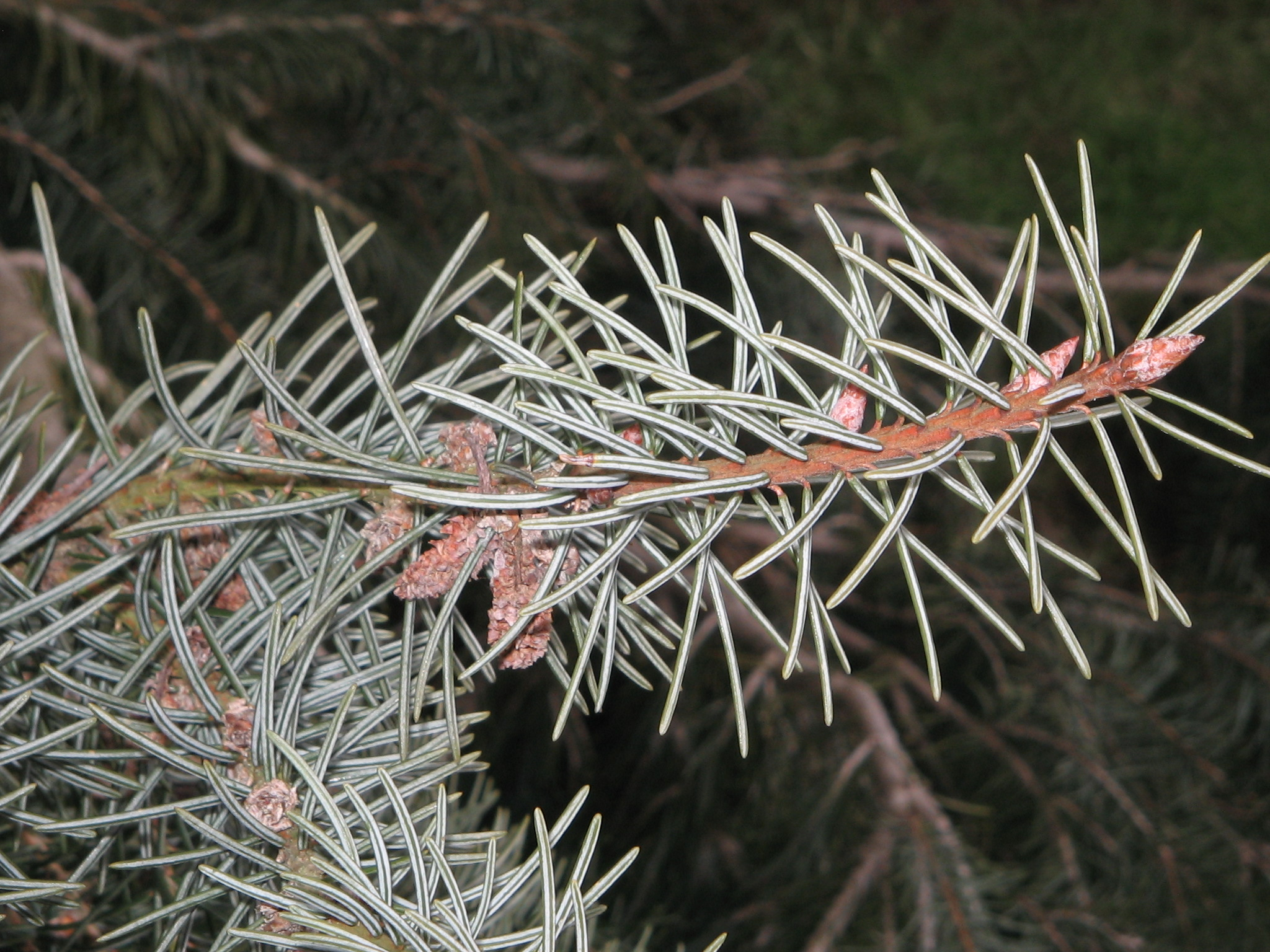
Nadeln an einem Endzweig
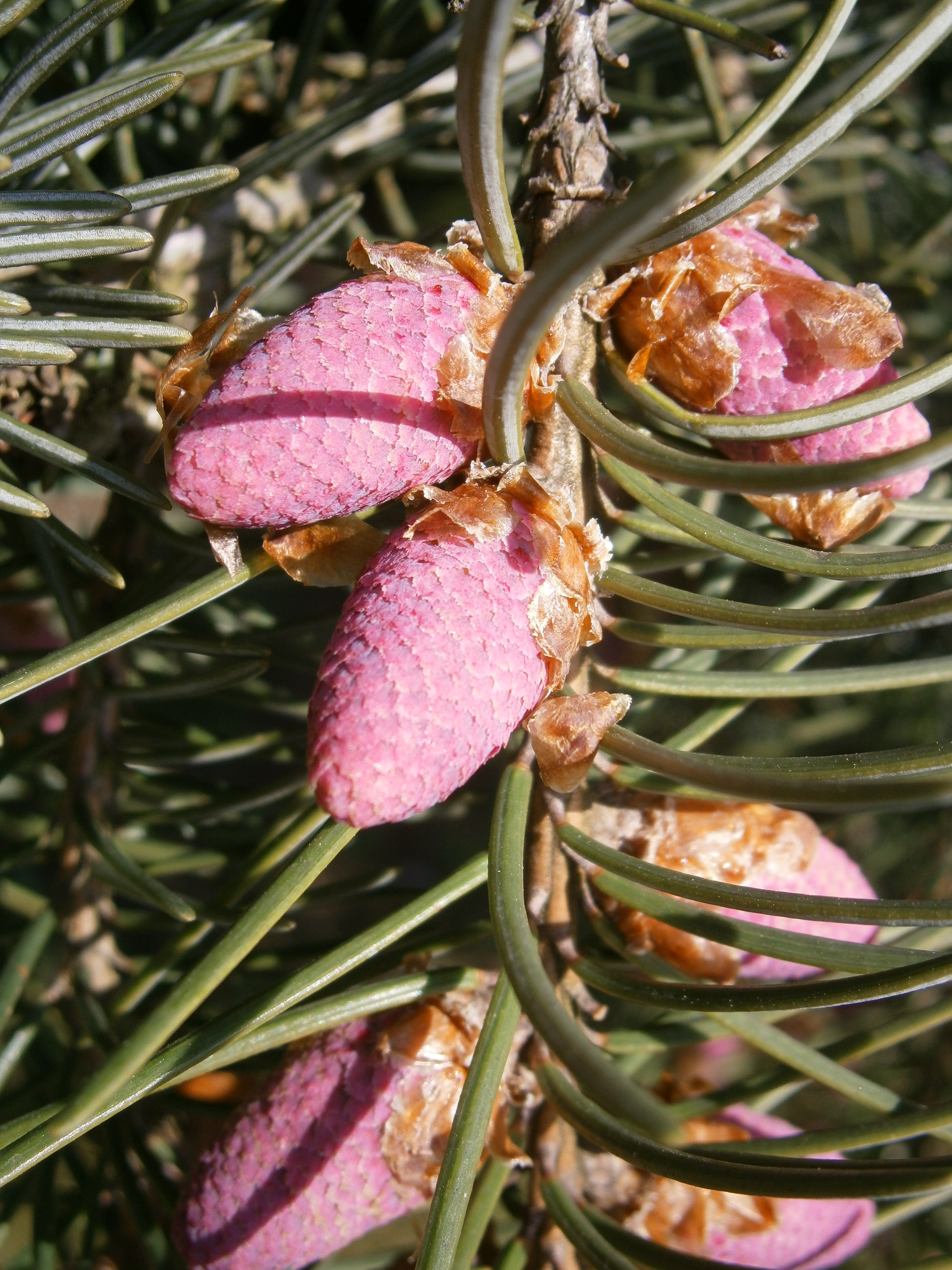
Männliche Blütenzapfen
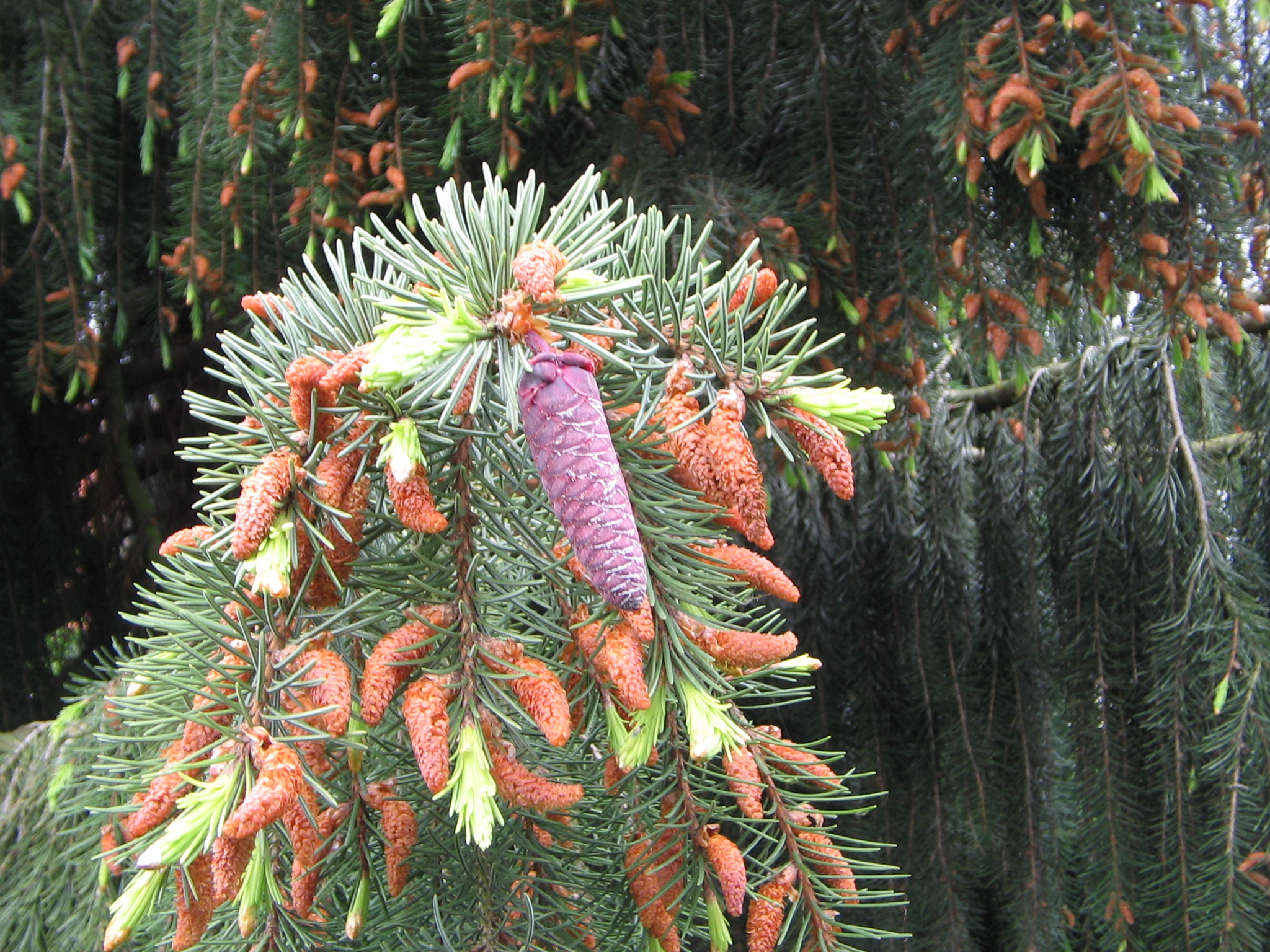
Zweig mit jungem Zapfen

## Systematik
Picea breweriana wird innerhalb der Gattung der Fichten (Picea) der Untergattung Picea und der Sektion Omorika zugeordnet.
Die Erstbeschreibung als Picea breweriana erfolgte 1885 durch Sereno Watson in Proceedings of the American Academy of Arts and Sciences, Band 20, Seite 378. Die aus dem Oligozän des südwestlichen Colorados bekannte, fossile Art Picea sonomensis Axelrod wird als Synonym von Picea breweriana angesehen. Das Artepitheton breweriana ehrt den Professor für Landwirtschaft an der Yale University, William Henry Brewer, welcher die Art entdeckte.
Kreuzungsversuche mit anderen Fichtenarten wie der Engelmann-Fichte (Picea engelmannii) und der Sitka-Fichte (Picea sitchensis) blieben erfolglos. Molekulare Untersuchungen zeigten, dass die Siskiyou-Fichte vermutlich mit keiner anderen Art innerhalb der Gattung der Fichten näher verwandt ist und dass sie, ebenso wie die Sitka-Fichte, ein basaler Vertreter dieser Gattung ist.

## Gefährdung und Schutz
Die Siskiyou-Fichte wird in der Roten Liste der IUCN als „gering gefährdet“ eingestuft. Es wird jedoch darauf hingewiesen, dass eine erneute Überprüfung der Gefährdung notwendig ist. Sie ist anfällig gegenüber Waldbränden. Ein Teil des Verbreitungsgebietes befindet sich innerhalb des Siskiyou National Forest.